# Bengt Braskered
Bengt Braskered (født Bengt Åke Nilsson; 15. marts 1967) er en svensk skuespiller, der har medvirket i mere end 45 film og tv-serier. Han har for eksempel arbejdet på både Riksteatern og Uppsala stadsteater.
Braskered vandt i 2024 prisen Kristallen for bedste birolle i tv-serien Alt og Eva.

## Udvalgt filmografi
- Arilds tid (1988)
- Strisser, strisser (1993)
- Pappa Jansson (kortfilm, 2004)
- Kronprinsessen (tv-serie, 2006)
- Uskyldigt dømt (tv-serie, 2008)
- Solsidan (tv-serie, 2010)
- Sound of Noise (2010)
- Anno 1790 (tv-serie, 2011)
- Mord i Skærgården (tv-serie, 2012)
- Inkognito (tv-serie, 2013)
- Molanders (tv-serie, 2013)
- Wallander (tv-serie, 2013)
- Tykkere end vand (tv-serie, 2014)
- Canine (2015)
- Sygeplejerskerne (tv-serie, 2016-2017)
- Killing Grandma (kortfilm, 2017)
- Greyzone (tv-serie, 2018)
- Maria Wern (tv-serie, 2020)
- Kongens hemmelige elsker (tv-serie, 2021, også manuskriptforfatter)
- Alt og Eva (tv-serie, 2024)
- Trap (kortfilm, 2024)